# Во Нгуйен Зап
Генерал Во Нгуйен Зап (на виетнамски: Võ Nguyên Giáp) е виетнамски партизанин, военачалник на групата на Хо Ши Мин, наречена Виетмин, както и на Народната армия на Виетнам (НАВ) в Демократична република Виетнам.
Води виетнамските войски от 1940-те до момента, когато те влизат тържествено в Сайгон през 1975 г.

## Биография
Во Нгуйен Зап е роден през 1911 г., като според някои източници точната дата на раждане е 9 септември.
Изключителен стратег, Во командва Виетминските сили, които освобождават Виетнам от френската колониална власт, а като командир на северновиетнамската НАВ се бие срещу Съединените щати и южновиетнамците по време на Виетнамската война.
Награденият с четири звезди генерал Во Нгуйен Зап обединява Виетнам, а след това служи на страната си като министър на отбраната. По-късно е назначен за вицепремиер.
Генерал Зиап е също така автор на много книги, сред които:
- „Голяма победа, велика задача“,
- „Диенбиенфу“ и
- „Ние ще победим още веднъж“.

От 2009 г. насетне здравословното му състояние се влошава. Умира на 4 октомври 2013 година в Ханой